# Stadio Guido Angelini
Lo stadio Guido Angelini (ex Santa Filomena e Marrucino) è il principale impianto sportivo polivalente della città di Chieti.

## Descrizione
Lo stadio, intitolato allo storico presidente del Chieti Guido Angelini che più volte sfiorò la promozione in Serie B, è stato costruito nel 1969 nel quartiere Santa Filomena ed inaugurato nel 1970 con una partita amichevole (arbitrata da Concetto Lo Bello) contro il Milan, il tutto con una cornice di circa 10 000 spettatori. Dal vecchio stadio della Civitella situato nel centro storico, si è passati ad un impianto di dimensioni maggiori e dotato di pista di atletica.
Lo stadio è situato nella zona di Chieti Scalo, in un'area che negli ultimi vent'anni circa, gradualmente, ha visto sorgere diversi impianti sportivi intorno all'impianto:
- il Palasantafilomena, un palazzetto dello sport utilizzato come centro tecnico federale nazionale di pallamano;
- il campo da baseball, conforme agli standard MLB, che ha ospitato un girone di semifinale del campionato del mondo di Baseball del 2009, svoltosi in parte in Italia;
- un campo di allenamento per la squadra di calcio e per il rugby annesso allo stadio del baseball;
- il PalaFox, tensostruttura coperta con sabbia riscaldata per gli sport da spiaggia;
- il Circolo ippico.

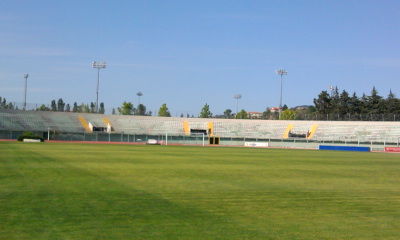
La Curva "E. Volpi"

Dall'agosto al novembre del 1996 lo stadio ha ospitato il Castel di Sangro, neopromosso in Serie B, a causa dei lavori di ampliamento del locale stadio Teofilo Patini.
Lo stadio è formato da una tribuna coperta di circa 1950 posti, dalla curva "Ezio Volpi" di circa 2 000 posti, ampliata nel 2006, che ospita i tifosi di casa, da una curva ospiti omologata per 49 posti e da un settore distinti su due livelli, chiuso al pubblico da diversi anni anche a causa della scarsa manutenzione. La capienza attuale, considerando i posti a sedere, è di 3 999 posti.
Negli ultimi anni la mancanza di manutenzione all'impianto ha portato diversi problemi sia al corretto utilizzo del manto erboso sia alla fruizione dei vari settori dello stadio da parte di pubblico ed atleti, come il tunnel degli spogliatoi sistematicamente allagato, portando la squadra cittadina a trasferirsi in altri impianti della regione per gli incontri casalinghi delle stagioni 2019-2020 e 2020-2021, anche a causa della chiusura dell'impianto di ottobre 2019 per consentire lavori di ripristino del manto erboso.
Attualmente lo stadio ha una capienza omologata di 3 999 posti, ed è dotato di una tribuna stampa e di impianto di illuminazione.

## Nazionale

### Calcio
Il 5 dicembre del 1990 la Nazionale Italiana Under 21 ha sconfitto per 3 - 1 i pari età della Romania.
Il 12 ottobre del 2007 la Nazionale Italiana Under 21 ha sconfitto per 2 - 0 i pari età della Croazia, in una partita valevole per la qualificazione al campionato Europeo del 2009.

### Rugby
Il 20 marzo 2009 lo stadio ospitò una partita del Sei Nazioni Under 20 tra la Nazionale italiana Under-20 e la Francia.